# 金山古墳
金山古墳（かなやまこふん）は、大阪府南河内郡河南町芹生谷（せりゅうたに）にある古墳。形状は双円墳。国の史跡に指定されている。

## 概要
大阪府南東部、葛城山西麓の河南台地最奥部の芹生谷に築造された古墳である。1946年（昭和21年）、1993-1994年（平成5-6年）に発掘調査が実施されている。
墳形は双円形という特異なもので、北西-南東方向に円墳2基が並列して連接される。北丘は2段築成で直径38.6メートル、南丘は3段築成で直径55.4メートルを測り、全体では墳丘長85.8メートルを測る。墳丘外表で埴輪は認められておらず、葺石は平坦面では一面に認められるが斜面ではくびれ部西側（北丘石室付近）でのみ認められるもののそれ以外はなく、南丘3段目では列石が認められる。墳丘周囲には平均深さ1.4メートルの双円形の周濠が巡らされており、周濠を含めた古墳総長は104メートルを測る。埋葬施設は、南丘では未調査のため明らかでないが、北丘では両袖式の横穴式石室が構築されている。北丘石室は石室全長10.6メートルを測る大型石室であり、石室内には玄室・羨道に凝灰岩製の刳抜式家形石棺が各1基据えられている。石室内は盗掘に遭っているが、発掘調査では残存副葬品が検出されている。
この金山古墳は、古墳時代後期-終末期の6世紀末-7世紀初頭頃と推定される。被葬者は明らかでないが、『住吉大社神代記』所引『胆駒神南備山本記』の「白木坂三枝墓」に比定して、厩戸皇子（聖徳太子）の子の三枝王の墓とする説がある。当時としては大型古墳に属するとともに、東大阪市の夫婦塚古墳、山畑22号墳・瓢箪山古墳など全国的にも極めて類例の少ない双円墳である点で重要視される古墳である。
古墳域は1991年（平成3年）に国の史跡に指定された。現在では史跡整備のうえで史跡金山古墳公園として公開されている。

## 遺跡歴
- 1946年（昭和21年）、北丘の石室発見、発掘調査。副葬品の出土（大阪府教育委員会：小林行雄ら、1953年に報告書刊行）[1]。
- 1991年（平成3年）2月15日、国の史跡に指定[4]。
- 1993-1994年（平成5-6年）、史跡整備に伴う発掘調査（河南町教育委員会）[1]。
- 1995年（平成7年）、史跡金山古墳公園として史跡整備。

## 墳丘
墳丘の規模は次の通り。
- 墳丘長：85.8メートル
- 北丘 - 2段築成。
  - 直径：38.6メートル
  - 高さ：6.8メートル
- 南丘 - 3段築成。
  - 直径：55.4メートル
  - 高さ：9.4メートル

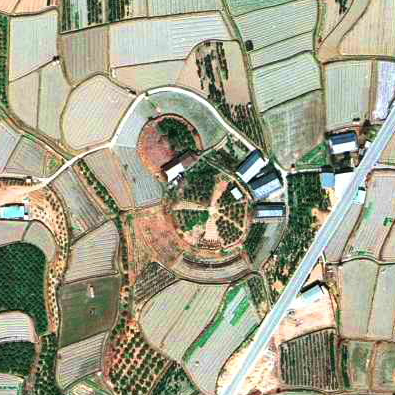
金山古墳の空中写真（上方が北）。

各墳丘の平坦面はそれぞれ独立するが、北丘中段と南丘下段の平坦面が接したと見られる。

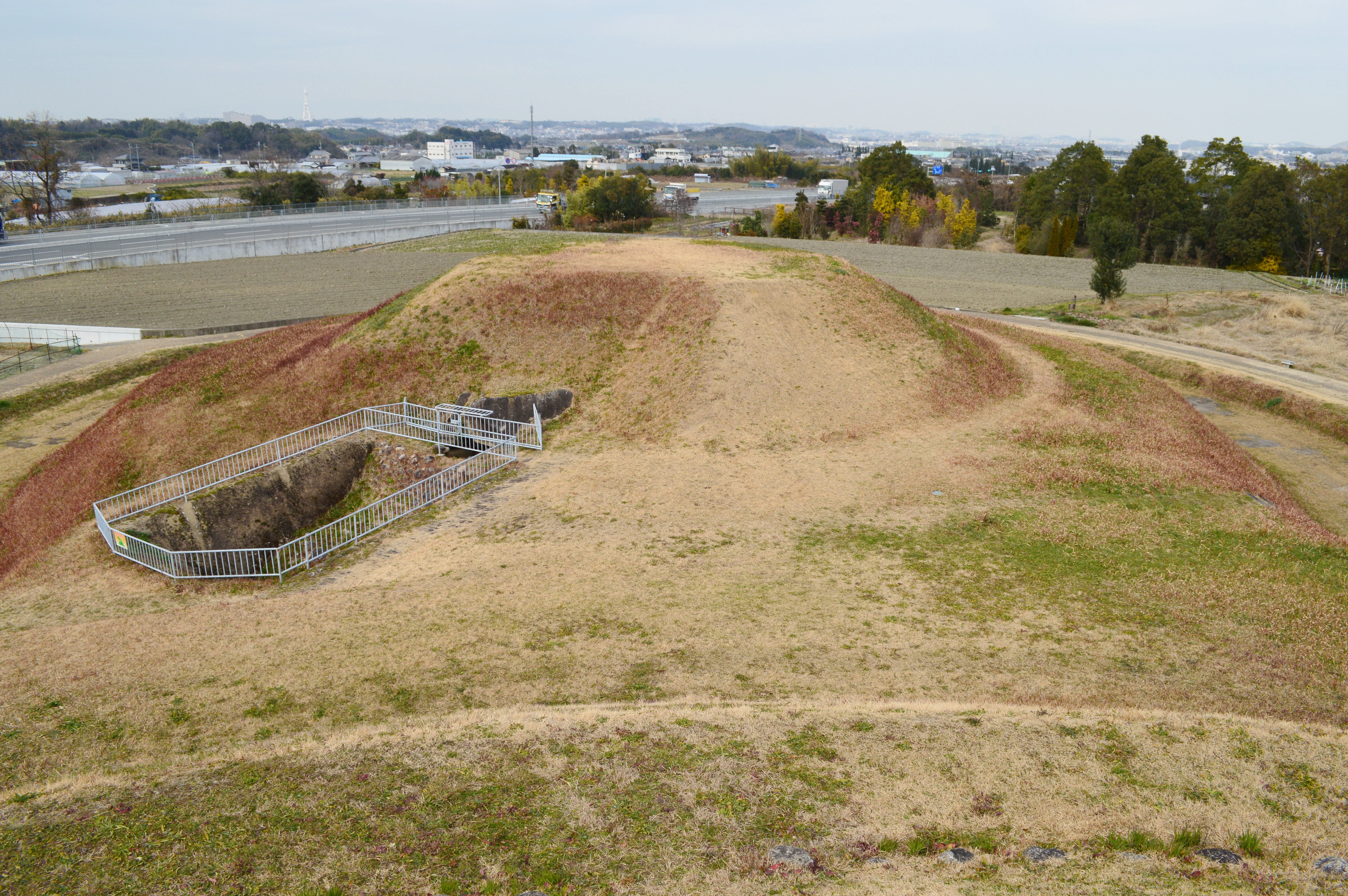
北丘 石室が左下方向に開口する。
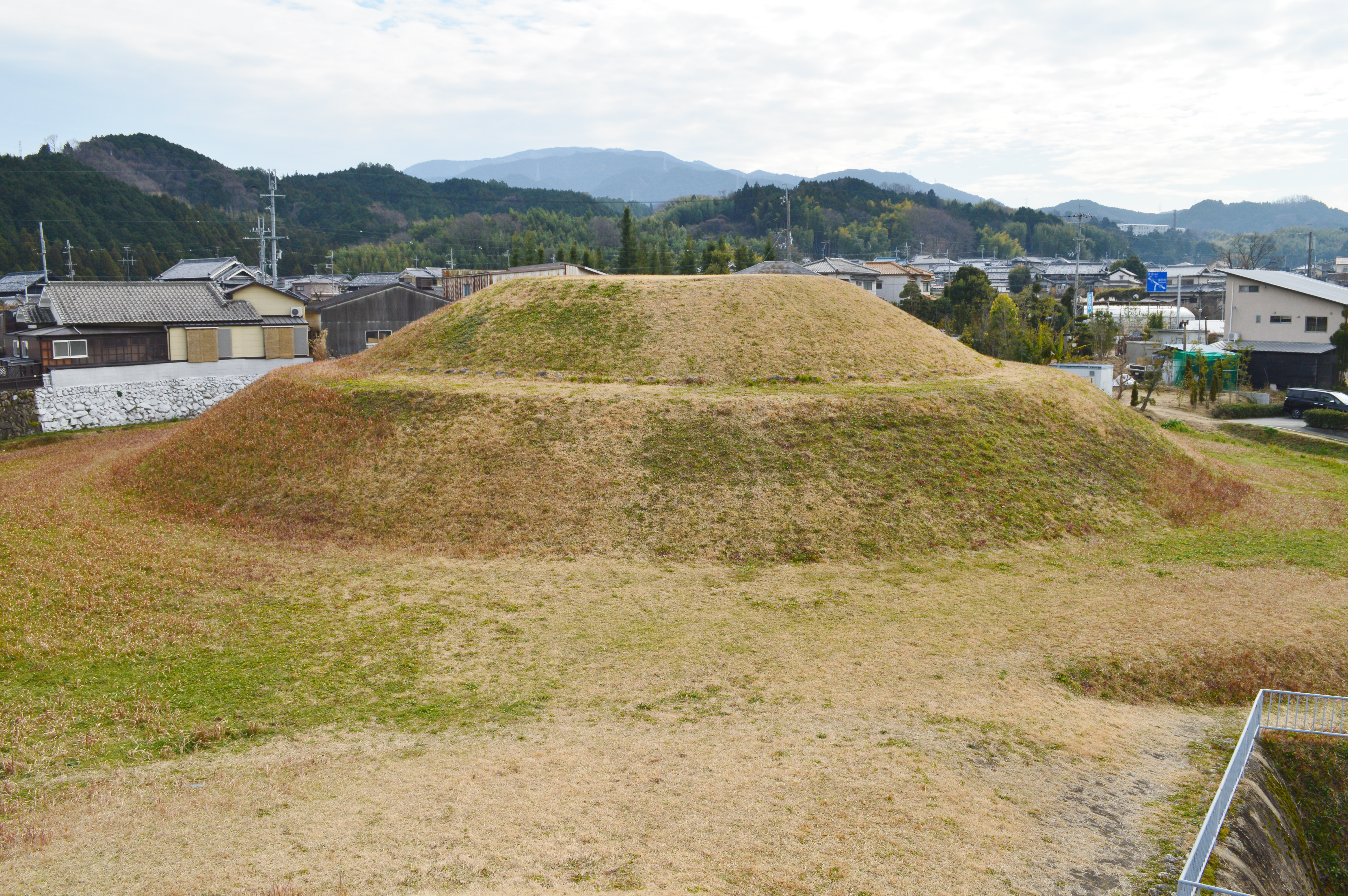
南丘

## 埋葬施設

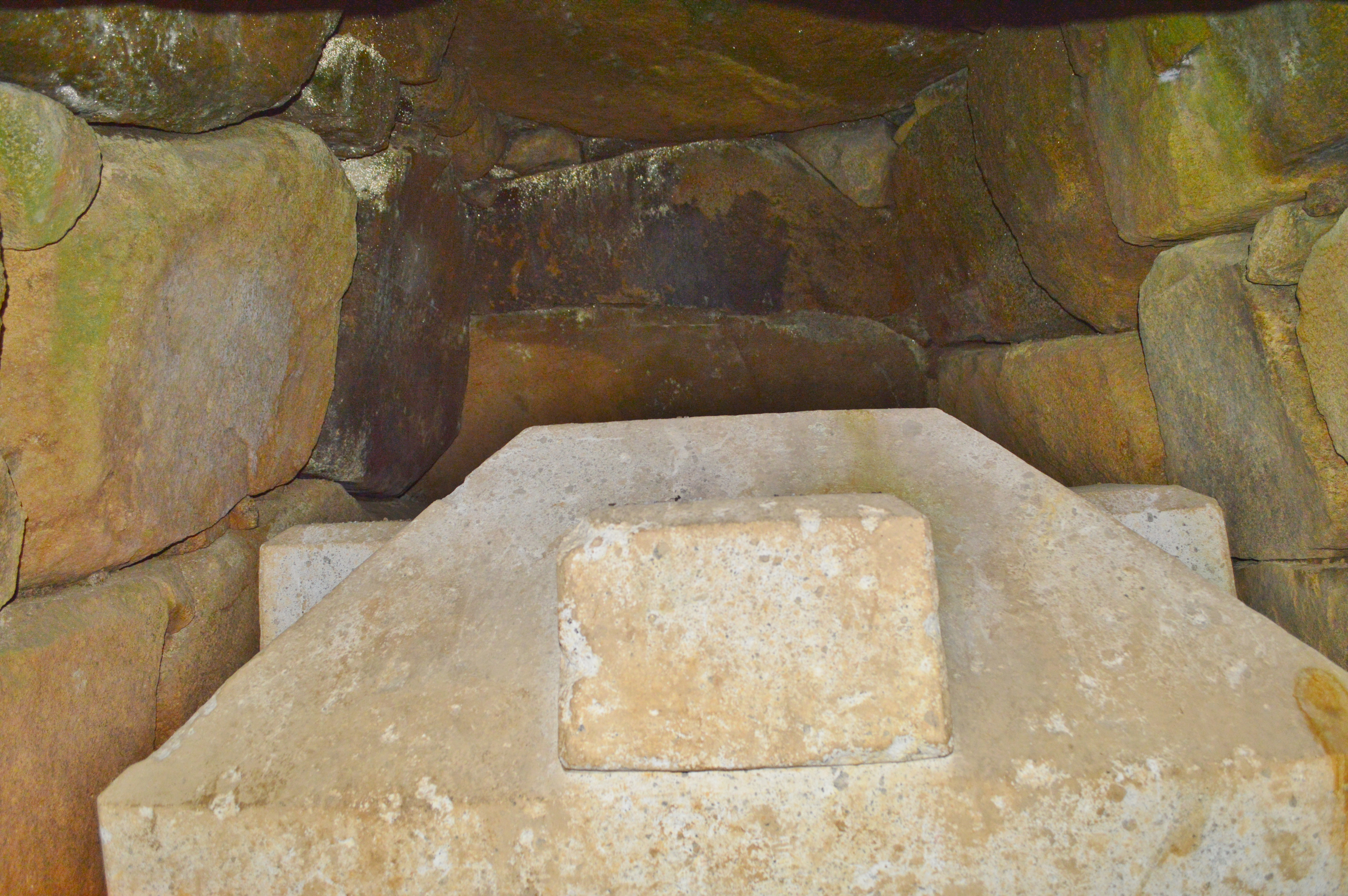
北丘石室 玄室手前に玄室棺。

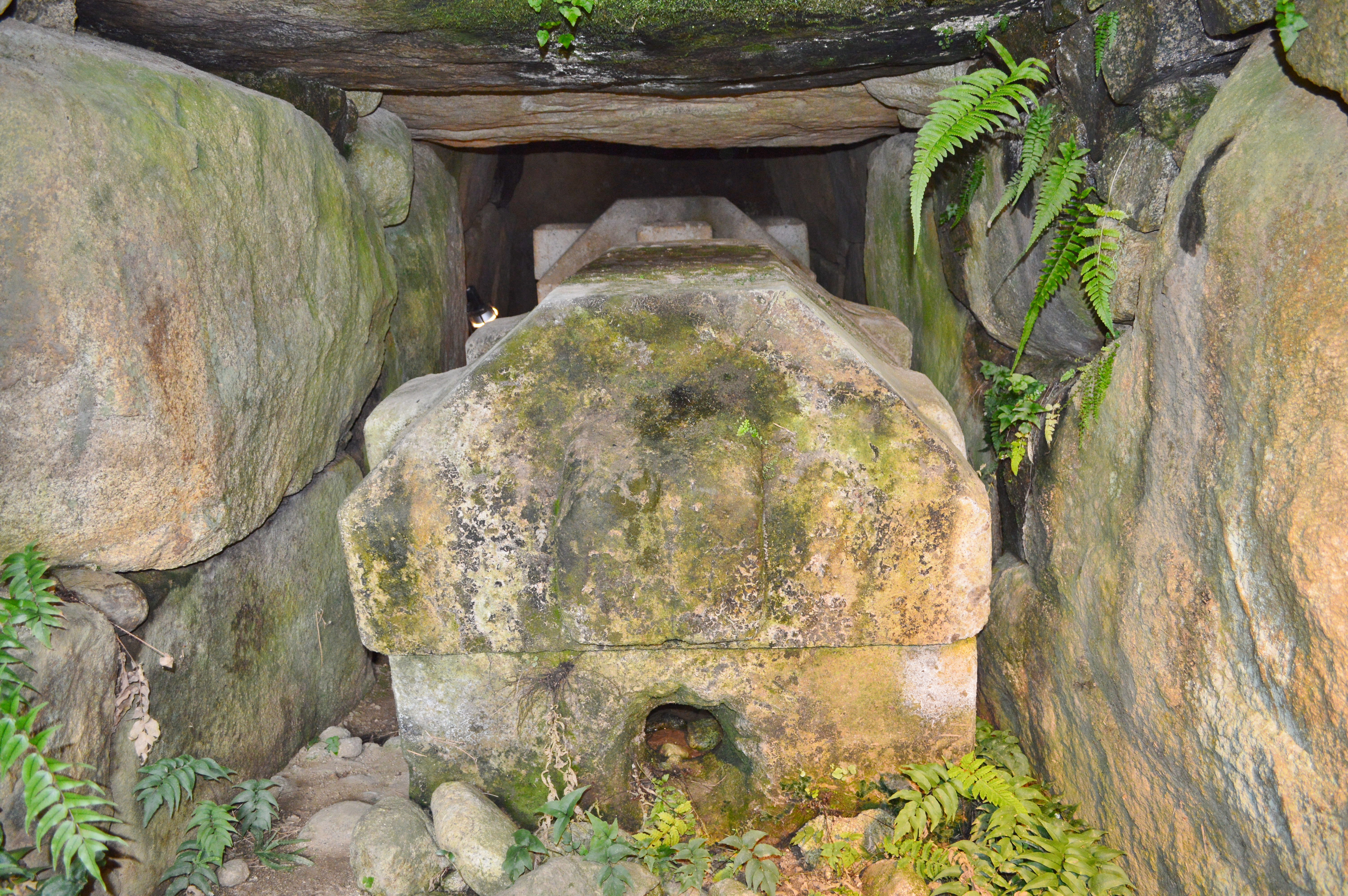
北丘石室 羨道手前に羨道棺、奥に玄室棺。

埋葬施設は、南丘では明らかでないが、北丘では両袖式横穴式石室が構築されており、南方向に開口する。北丘石室の規模は次の通り。
- 石室全長：10.6メートル
- 玄室：長さ3.8メートル、幅2.16メートル（奥）・2.48メートル（手前）、高さ2.84メートル（奥）
- 羨道：長さ6.26メートル、幅1.72メートル、高さ1.94メートル

石室内の床面には礫石が敷き詰められる。石室前では墓道が検出されており、その墓道を埋めた閉塞施設がほぼ完存する。
北丘石室内部には凝灰岩製の刳抜式家形石棺が2基据えられており、1基は玄室に、1基は羨道に位置する。それぞれの内容は次の通り。
- 玄室棺（奥棺）
蓋外法：長さ2.36メートル、高さ0.63メートル
身外法：長さ2.36メートル、幅1.26メートル、高さ0.90メートル
身内法：長さ1.76メートル、幅0.76メートル、深さ0.575メートル
蓋石には縄掛突起を前後1個・側面2個の計6個付す。棺身には工具痕が認められ、朱の付着も認められるほか、盗掘孔が穿たれている。
- 羨道棺（手前棺）
蓋外法：長さ2.26メートル、幅1.19メートル、高さ0.64メートル
身外法：長さ2.21メートル、幅1.15メートル、高さ0.76メートル
身内法：長さ1.65メートル、幅0.63メートル、深さ0.51メートル
玄室棺とはほぼ同形同大であるがわずかに小さい規模となる。蓋石には縄掛突起を前後1個・側面2個の計6個付すが、突起の形態が玄室棺と異なるため、時期差から追葬棺と推測される。棺身には盗掘孔が穿たれている。

これらの石棺は盗掘に遭っているため、石棺内部で副葬品はほとんど認められていないが、石棺周辺で残存副葬品（後述）が検出されている。
南丘では石室墓道および墳丘内暗渠が認められており、横穴式石室の存在が推定されるが、未調査のため詳細は明らかでない。

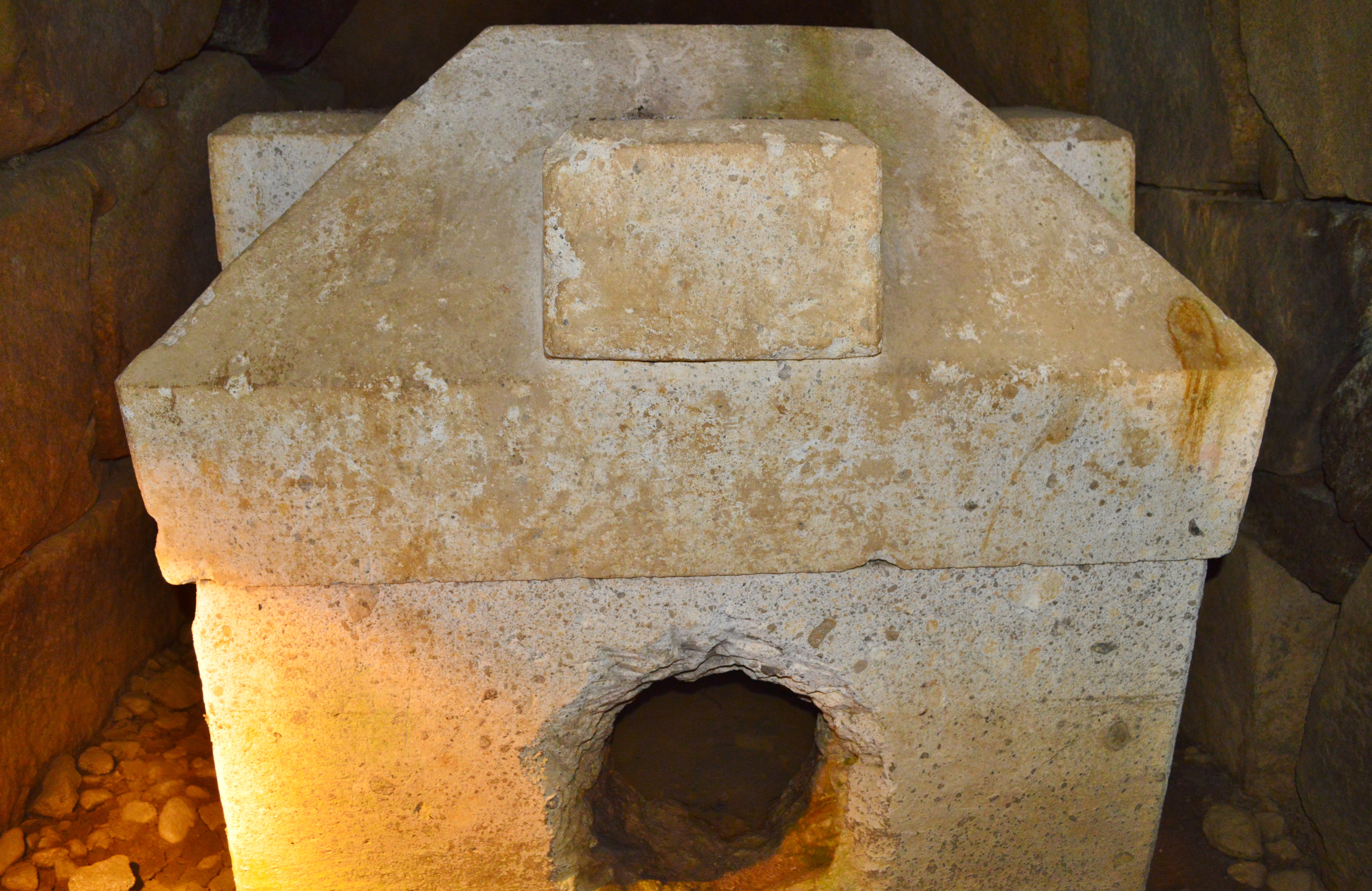
北丘石室 玄室棺
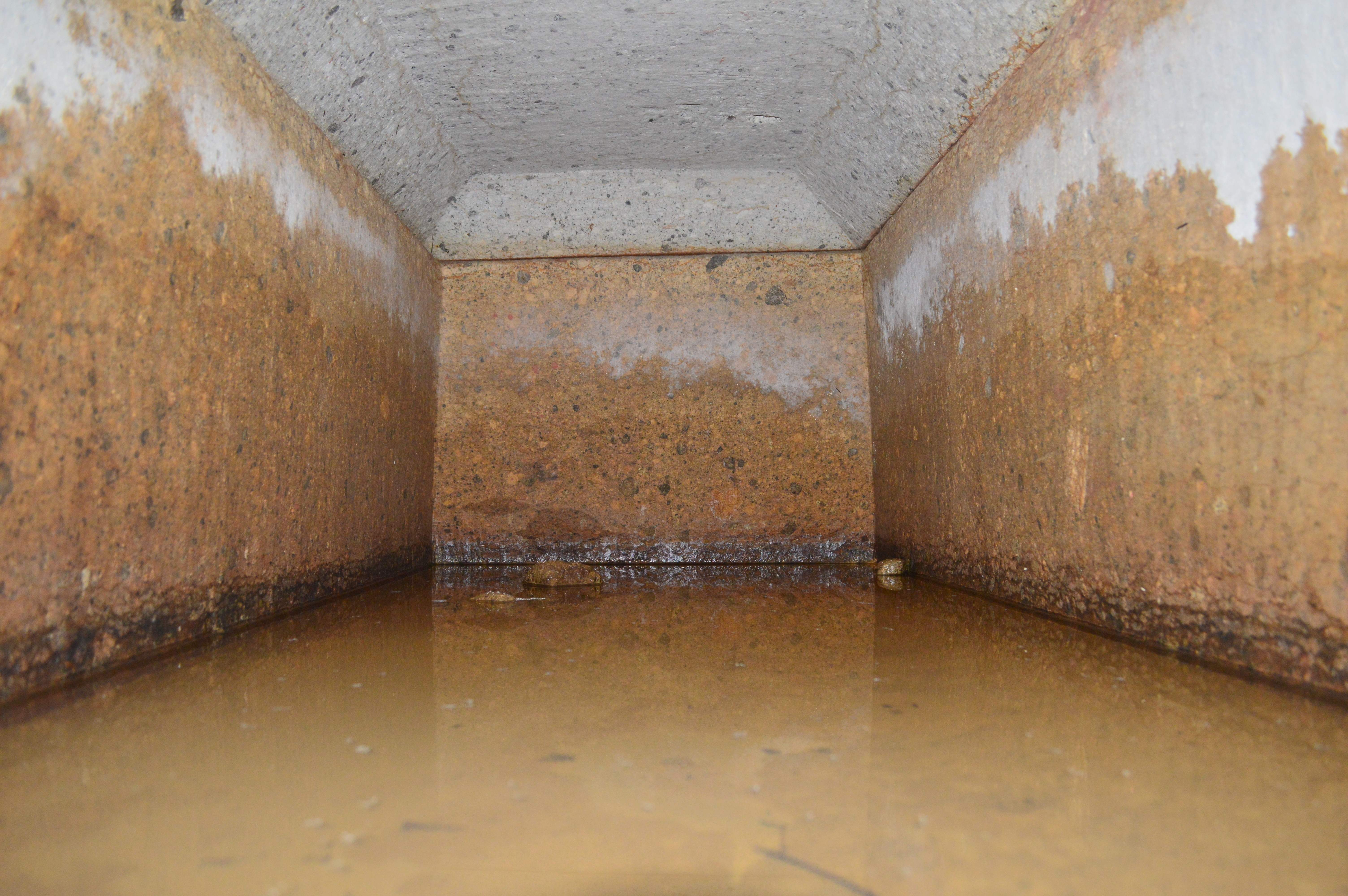
北丘石室 玄室棺内部
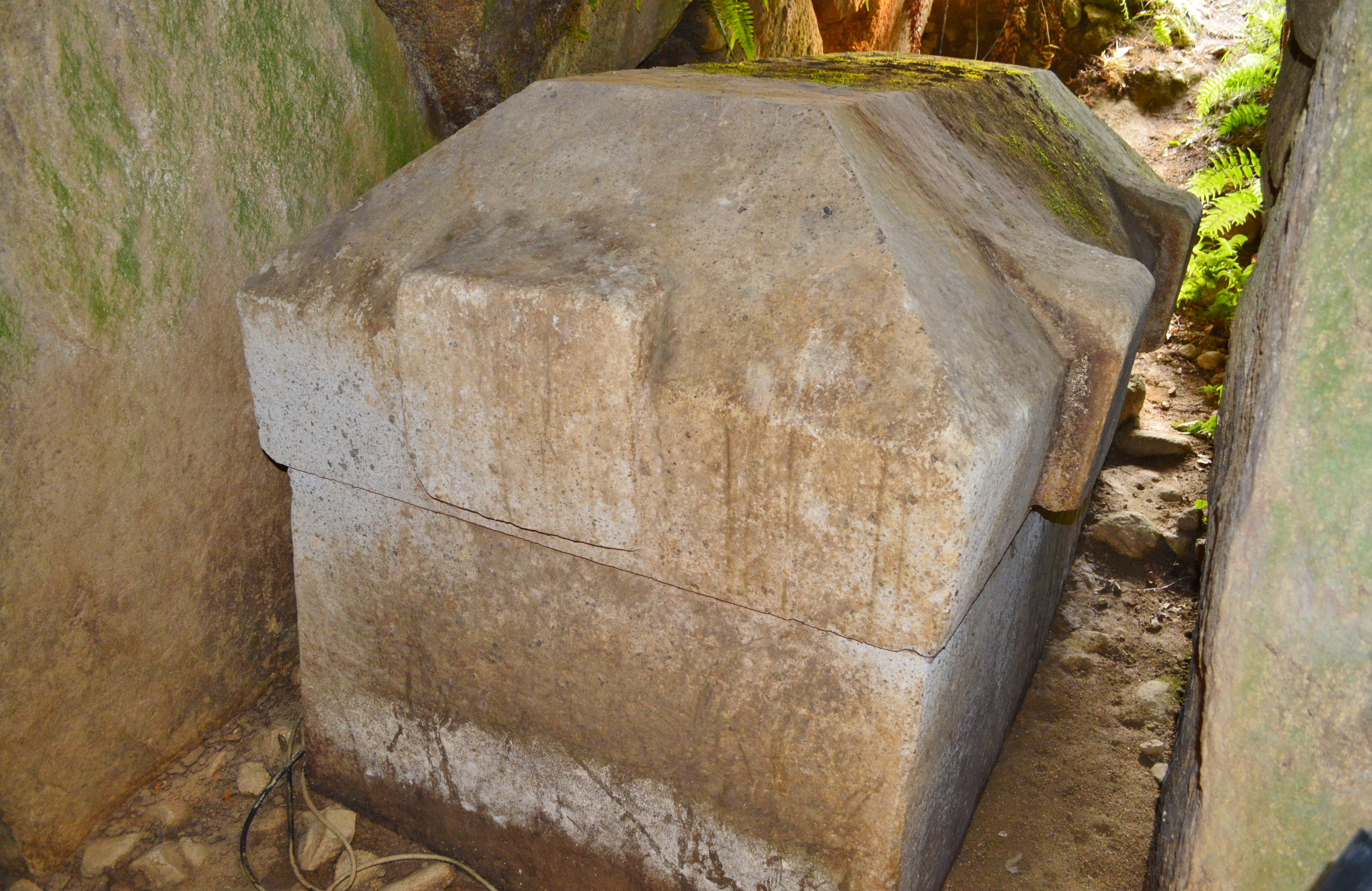
北丘石室 羨道棺
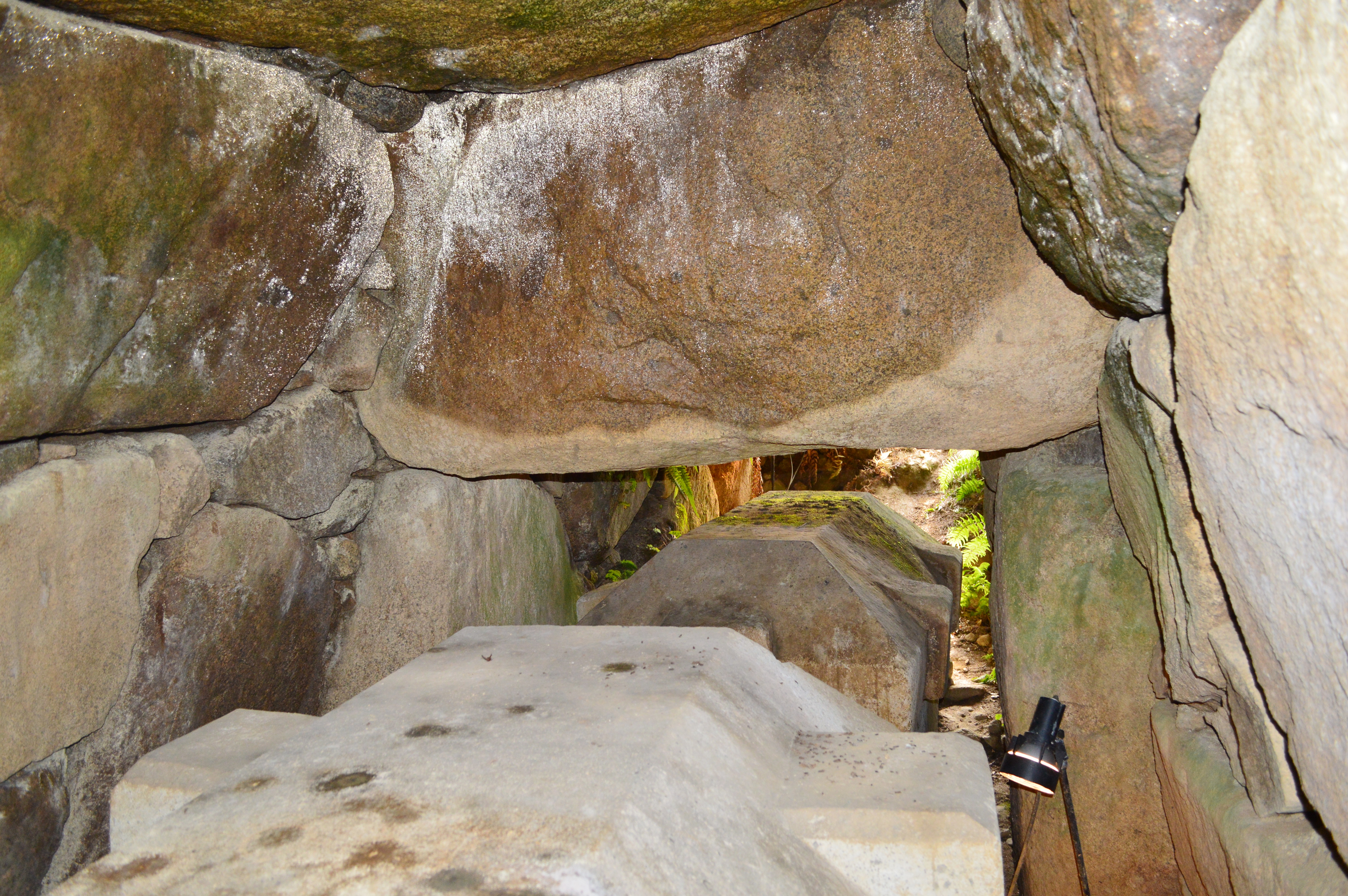
北丘石室 玄室（羨道方向）
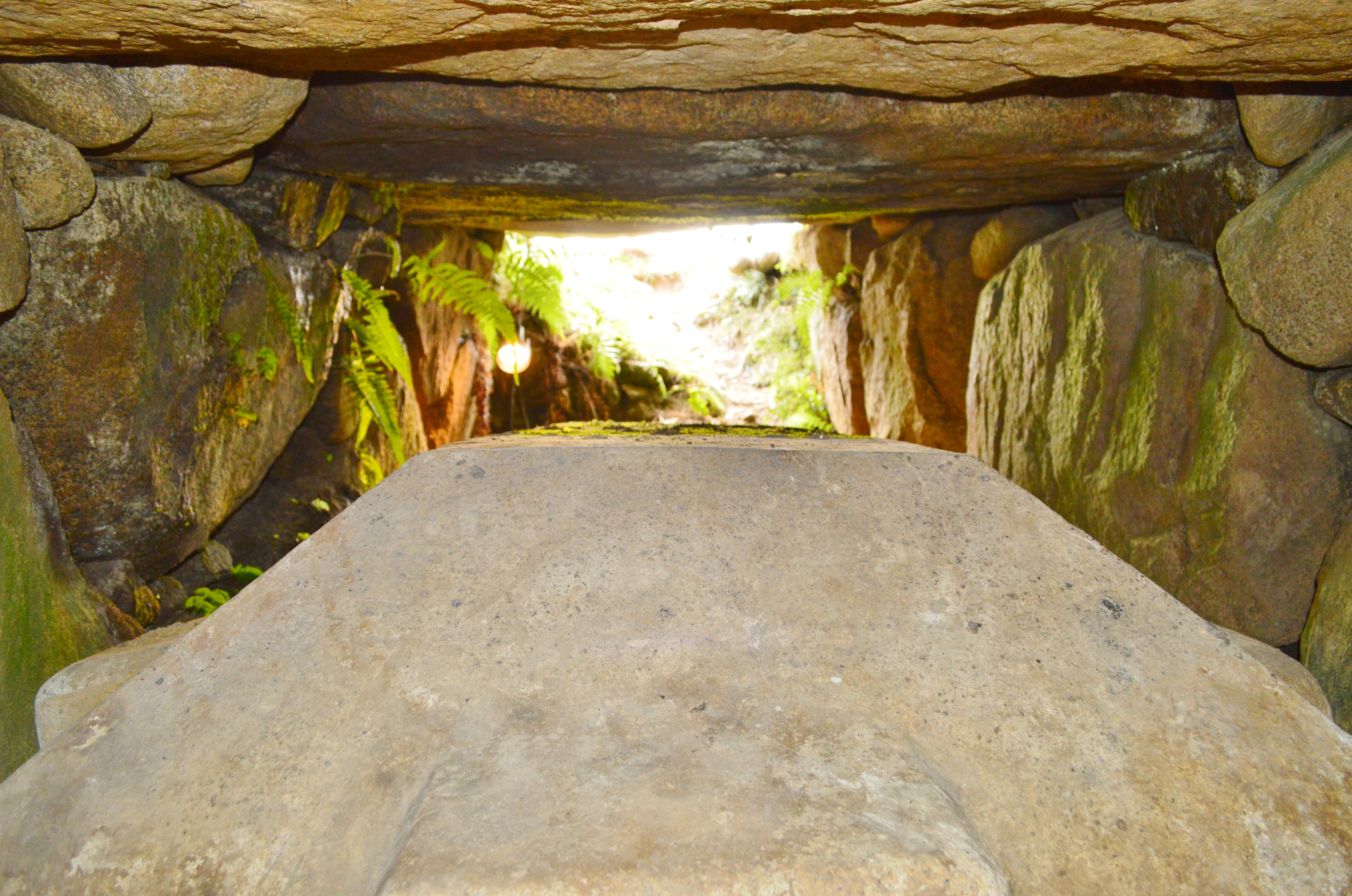
北丘石室 羨道（開口部方向）
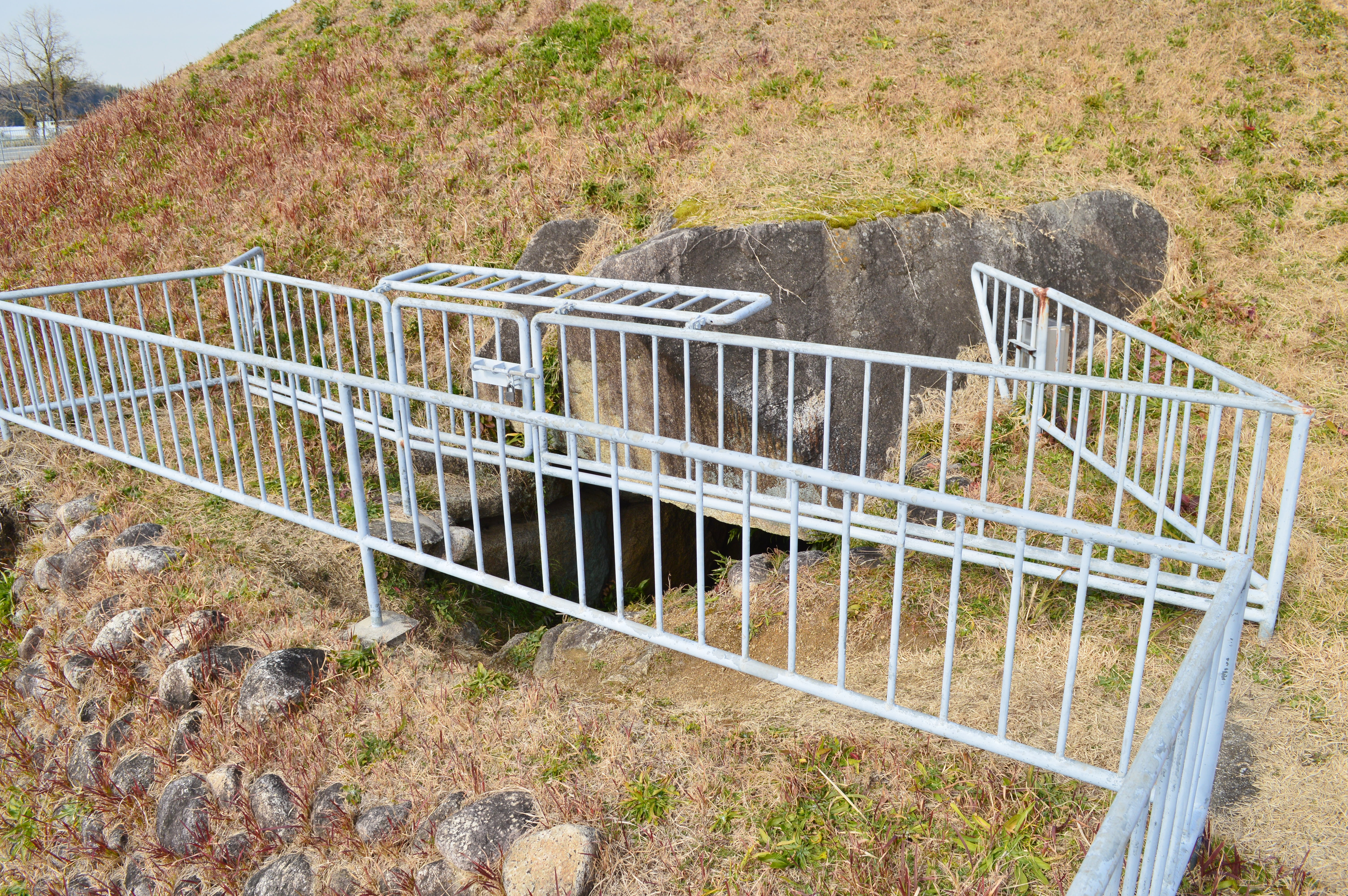
北丘石室 開口部
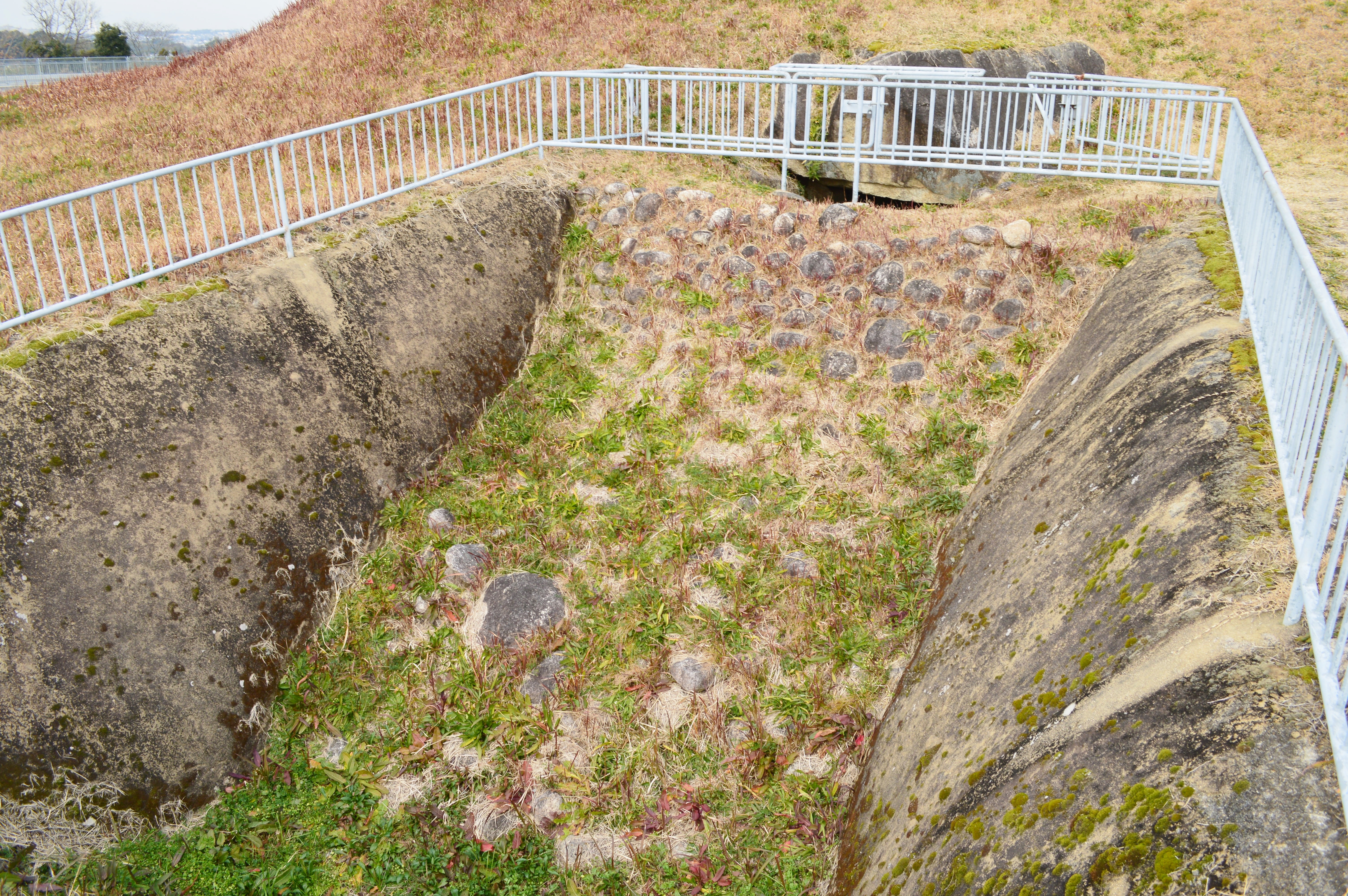
北丘石室 開口部の閉塞施設

## 出土品
北丘石室は盗掘に遭っているが、発掘調査では石室内から次の副葬品が検出されている。
- ガラス製丸玉 1
- 銀環 2 - 玄室石棺内。
- 金銅製金具片
- 鉄製革帯金具 3
- 鉄刀片 2
- 刀子片 1
- 鉄鏃 10数
- 鉄製鉸具 7 - 1個は玄室石棺内。
- 鉄製品片 2
- 土師器 - 坏1。
- 須恵器 - 坏1、高坏1、壺片1。

石室内で検出された副葬品は、いずれも原位置を保たない状態での出土とされる。

## 文化財

### 国の史跡
- 金山古墳 - 1991年（平成3年）2月15日指定[4]。

## アクセス
- 近鉄長野線富田林駅から金剛バス寺田経由水分行で約20分、「芹生谷」バス停下車、徒歩3分。
- 国道309号 金山交差点の北、約80m。
  - 史跡金山古墳公園に無料駐車場あり。

## 関連文献
（記事執筆に使用していない関連文献）
- 『金山古墳および大藪古墳の調査（大阪府文化財調査報告書 第2輯）』大阪府教育委員会、1953年。
- 「まちの宝・文化財 > 金山古墳」『河南町誌 続』河南町、2004年。